# Joodse begraafplaats (Zierikzee)
De Joodse begraafplaats in het Zeeuwse Zierikzee is gelegen aan de Grachtweg. De begraafplaats werd omstreeks 1799 in gebruik genomen. In 1825 werd aan de Meelstraat een synagoge ingewijd. Dit gebouw bestaat nog steeds, maar doet al sinds 1920 geen dienst meer als synagoge. Reeds lang voor de Tweede Wereldoorlog was de Joodse gemeenschap van Zierikzee te klein om zelfstandig te kunnen zijn. Ze werd dan ook in 1922 bij Middelburg gevoegd.
Op de begraafplaats zijn 21 grafstenen bewaard gebleven. De plaatselijke overheid verzorgt het onderhoud. Nabij de begraafplaats is een herdenkingsteken opgericht voor de slachtoffers van de oorlog.